# Тенкалла, Джованни Пьетро
Джованни Пьетро Тенкалла (итал. Giovanni Pietro Tencalla; 17 ноября 1629[…], Биссоне, Тичино — 6 марта 1702[…], Биссоне, Тичино) — архитектор итальянского происхождения, работавший в Австрии и Моравии.

## Биография
Родился 17 ноября 1629 года в городе Биссоне, кантона Тичино, входящего в состав Итальянской Швейцарии в известной семье Тенкалла. Его отцом был Константино Тенкалла, придворный архитектор польского короля Владислава IV.
Его дядя Джованни Джакомо Тенкалла ─ архитектор и скульптор при дворе князя Лихтенштейна Максимилиана. Достоверных сведений о его юности нет.
Вместе с Джованни Джакомо Тенкаллой он поехал в Вену, где, видимо, и работал под его руководством некоторое время. В 1656 перешёл под руководство императорского придворного архитектора, Филиберто Луккезе, с которым он работал вплоть до его смерти в 1666 году. После смерти Луккезе, он получил должность придворного архитектора, которую занимал до 1701 года.
Кроме императорской семьи Габсбургов, другим его важным покровителем был Карл II фон Лихтенштейн-Кастелькорн (нем.  Karl II. von Liechtenstein-Kastelkorn), князь-епископ Оломоуцкой епархии, для которого он выполнил ряд архитектурных проектов.
Умер 6 марта 1702 года в родном городе.

## Известные работы
- Авторство барочного проекта и участие в строительстве монастыря Градиско в Оломоуце (около 1661 года), сильно разрушенного в ходе осад Оломоуца шведскими войсками в ходе Тридцатилетней войны.
- Проект костёла Вознесения Девы Марии в Брно-Забрдовице (до 1661 года).
- Участие в строительстве и, после смерти Филиберто Луккезе, руководство строительством Архиепископского дворца в Оломоуце (1664-1674).
- Совместно с Филиберто Луккезе проект и строительство Епископской резиденции в Кромержиже с 1664 года. После смерти Луккезе проект завершает Тенкалла, вероятно, до 1686 года.
- Авторство проекта барокизации костёла Вознесения Девы Марии в Вишкове около 1665 года (?). Проект был реализован почти через век, с 1773 по 1789 годы.
- Проект и строительство Цветочного сада в Кромержиже совместно с Филиберто Луккезе с 1665 по 1675 годы.
- Проект и строительство замка в Вишкове с 1665 по 1682 годы.
- Достройка замка в Голешове в 1666 году, после смерти Филиберто Луккезе.
- Вероятно, завершение строительства костёла Вознесения Девы Марии в Голешове в 1666 (?) году.
- Авторство проекта костёла Посещения Пресвятой Девы Марии в Ломнице у Брна (до 1669 года).
- Авторство проекта базилики Посещения Пресвятой Девы Марии в Сваты-Копечек у Оломоуца (до 1669 года).
- Перестройка и надстройка с 1672 по 1681 год дополнительного этажа к крылу «Леопольдина» венского Хофбурга, повреждённого после пожара 1668 года[6].
- Совместно с Доменико Мартинелли барокизация костёла Святого Михаила в Оломоуце с 1676 по 1701 год, когда он передал руководство Мартинелли, и который и закончил работу в 1703 году.
- Проект барокизации монастыря ( (1681 год) и монастырской базилики (1686 год) в Велеграде.
- Вероятно, строительство замка в Брно-Ивановице с 1682 по 1688 годы.
- Авторство проекта паломнического костёла Святого Иакова Старшего и Святой Анны возле Место-Либавы Оломоуцкого района (1683 год).
- Вероятное авторство проекта дворца Эстерхази в Вене (до 1685 года), который впоследствии сильно изменился.
- Автор проекта костёла Святой Марии Магдалины в замке Миров (вероятно, до 1685 года).
- Строительство Лобковицкого дворца в Вене с 1685 по 1687 годы. Заказчиком был Филипп Зигмунд фон Дитрихштейн (нем. Philipp Sigmund of Dietrichstein). Нынешнее название он получил позднее, по имени нового владельца, Фердинанда Филиппа Йозефа фон Лобковица (нем. Ferdinand Philipp Joseph von Lobkowitz)[6].
- Строительство еврейской ратуши в Кромержиже с 1687 по 1688 годы.
- Предположительное авторство проекта перестройки венского Терезианума с 1687 по 1693 годы, разрушенного во время второй турецкой осадой Вены.
- Участие в барокизации замка Вальтице в 1690-х годах.
- Авторство проекта пиаристского коллегиума в Пршиборе (1693 год).
- Вероятно, авторство проекта и строительство здания семинарии Лихтенштейнов в Кромержиже с 1693 по 1698 (?) годы.
- Проект и строительство капеллы Святого Йосифа в монастыре Святого Франциска в Липнике-над-Бечвоу (1695 год).
- Проект и строительство барочной лоджии Старой ратуши в Простеёве (с 1697 по 1698 год).
- Авторство проекта замка Нове-Гвездице в одноимённой деревне у Вишкова, 1699 год (?).
- Авторство проекта замка в Хропине (до 1701 года).

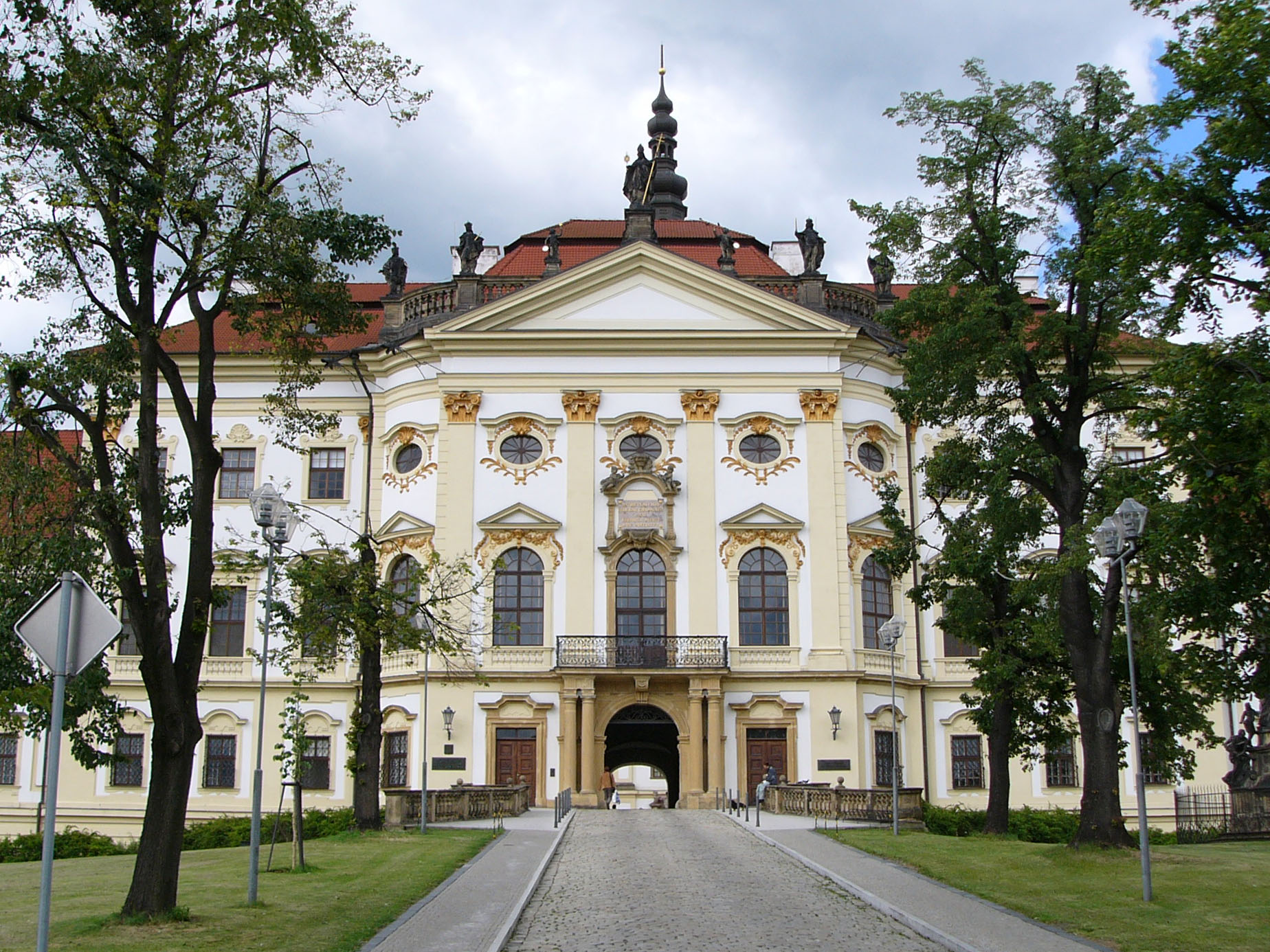
Градиский монастырь
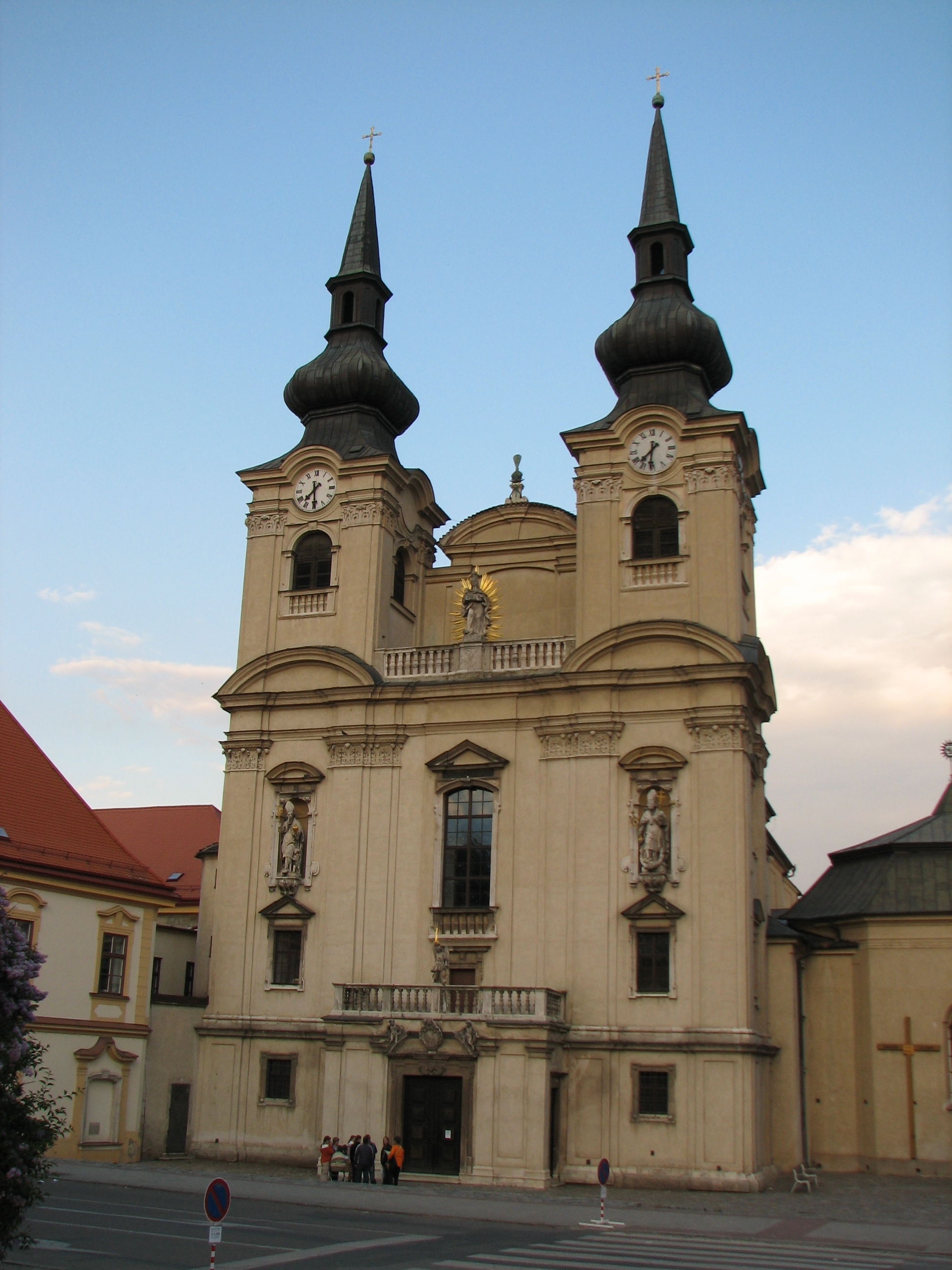
Костёл Вознесения Девы Марии в Брно-Забрдовице
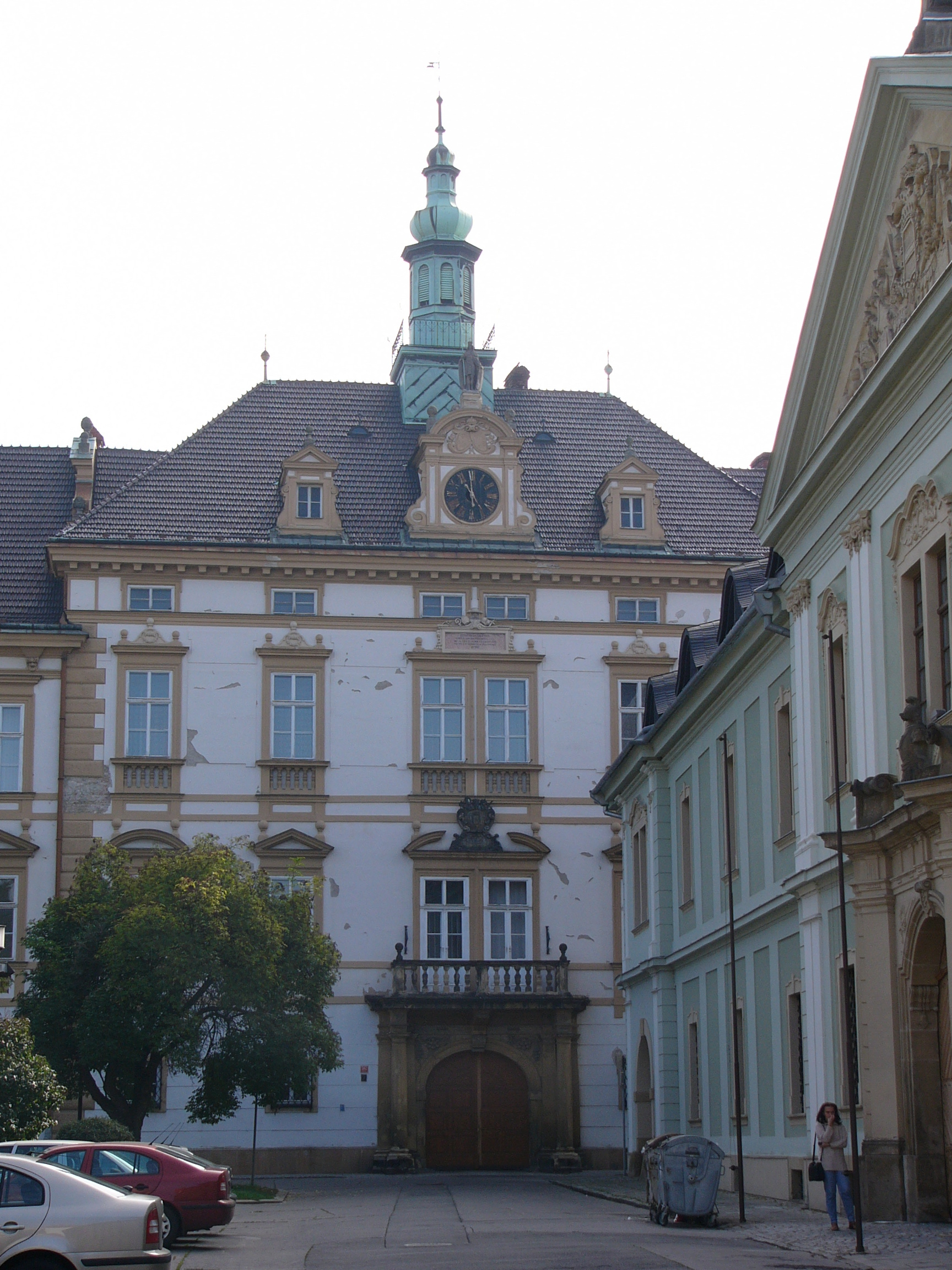
[[Arcidiecéze olomoucká|Архиепископский дворец в Оломоуце
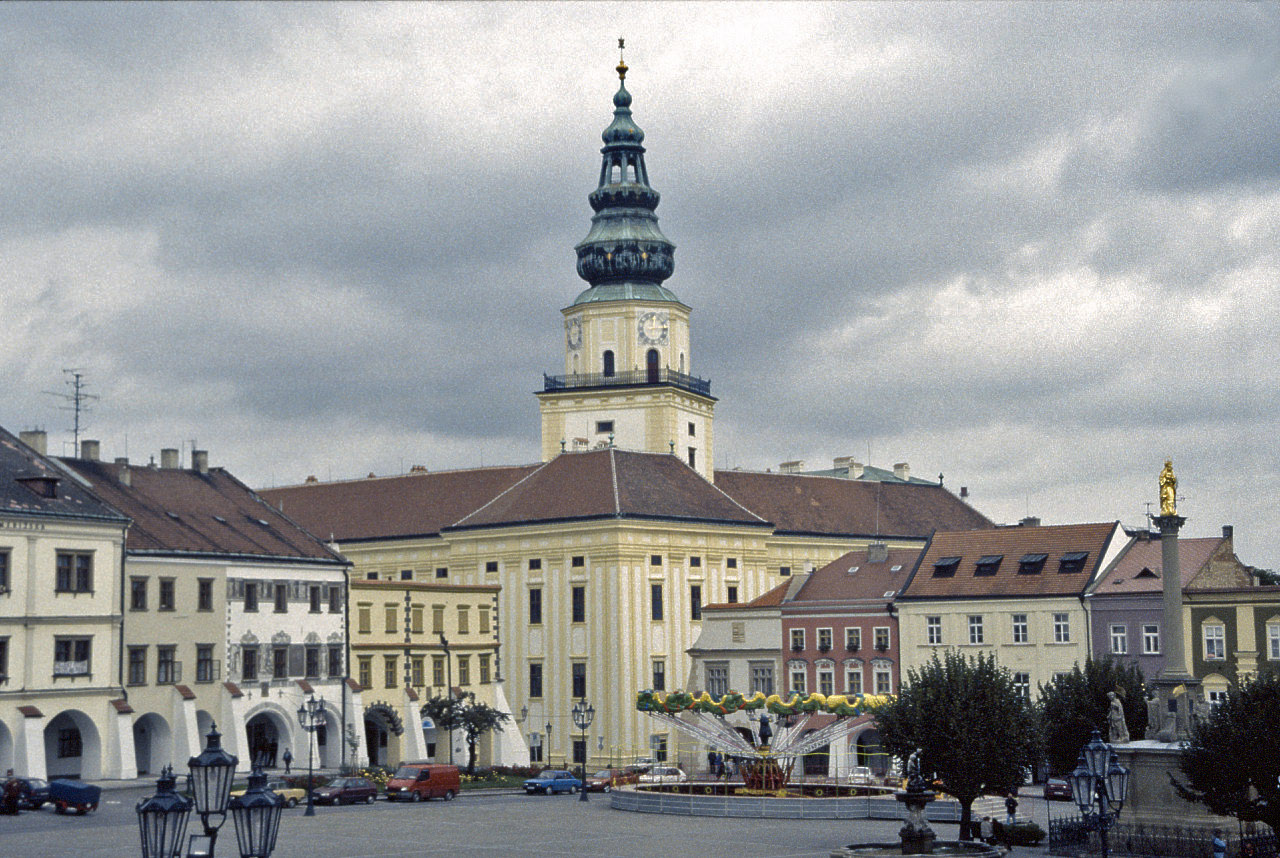
Епископская резиденция в Кромержиже
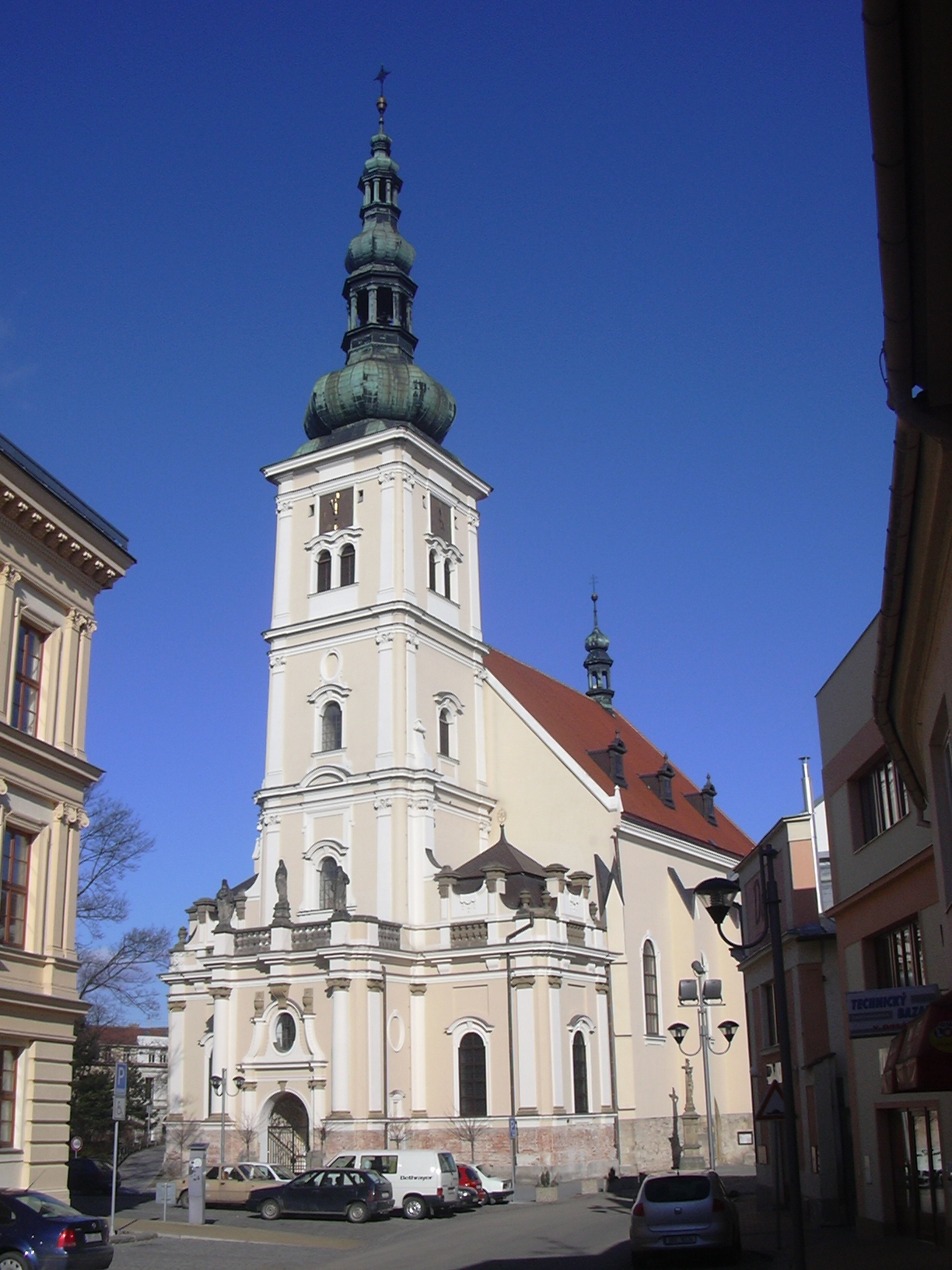
Костёл Вознесения Девы Марии в Вишкове
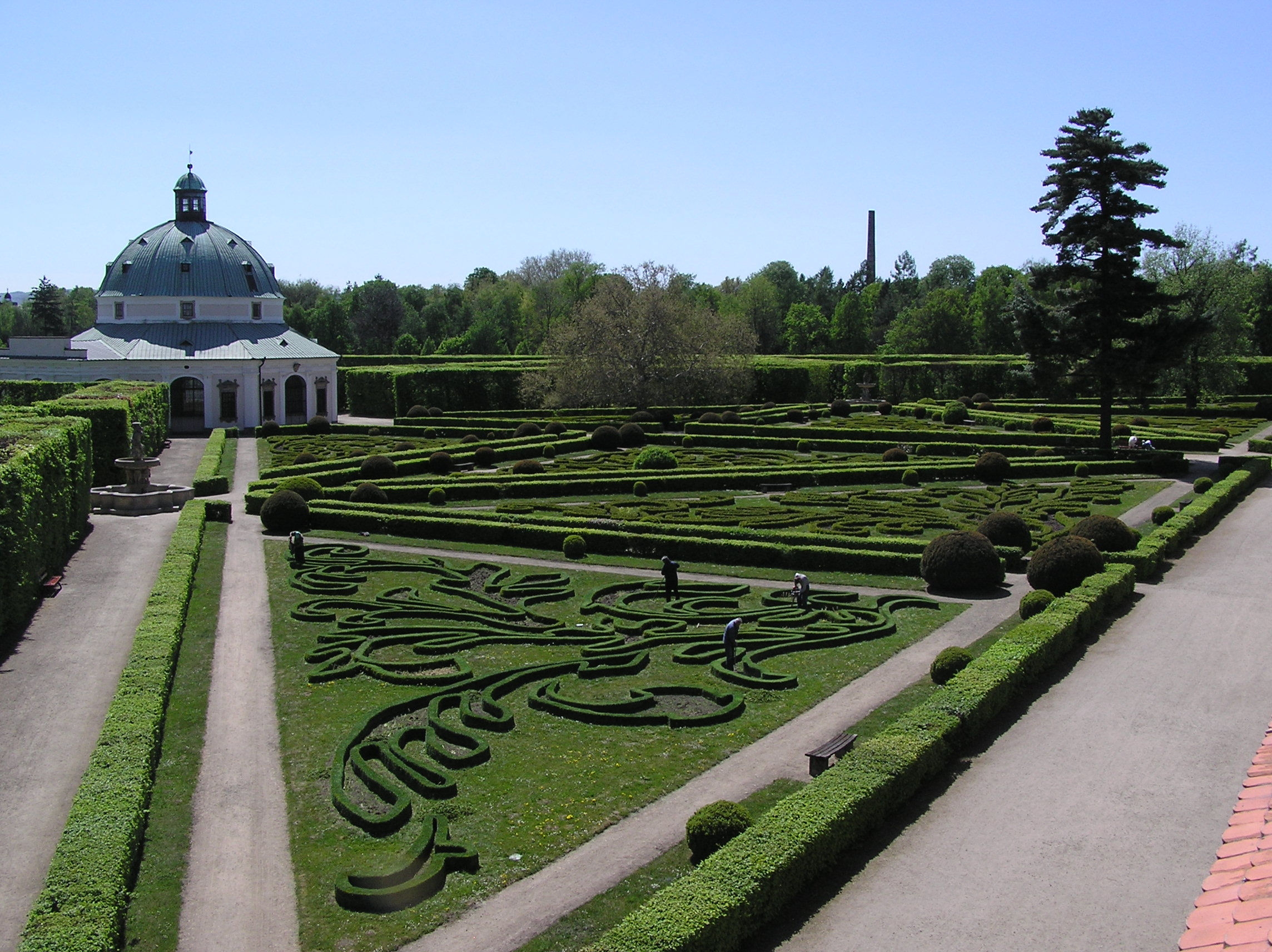
Цветочный сад в Кромержиже
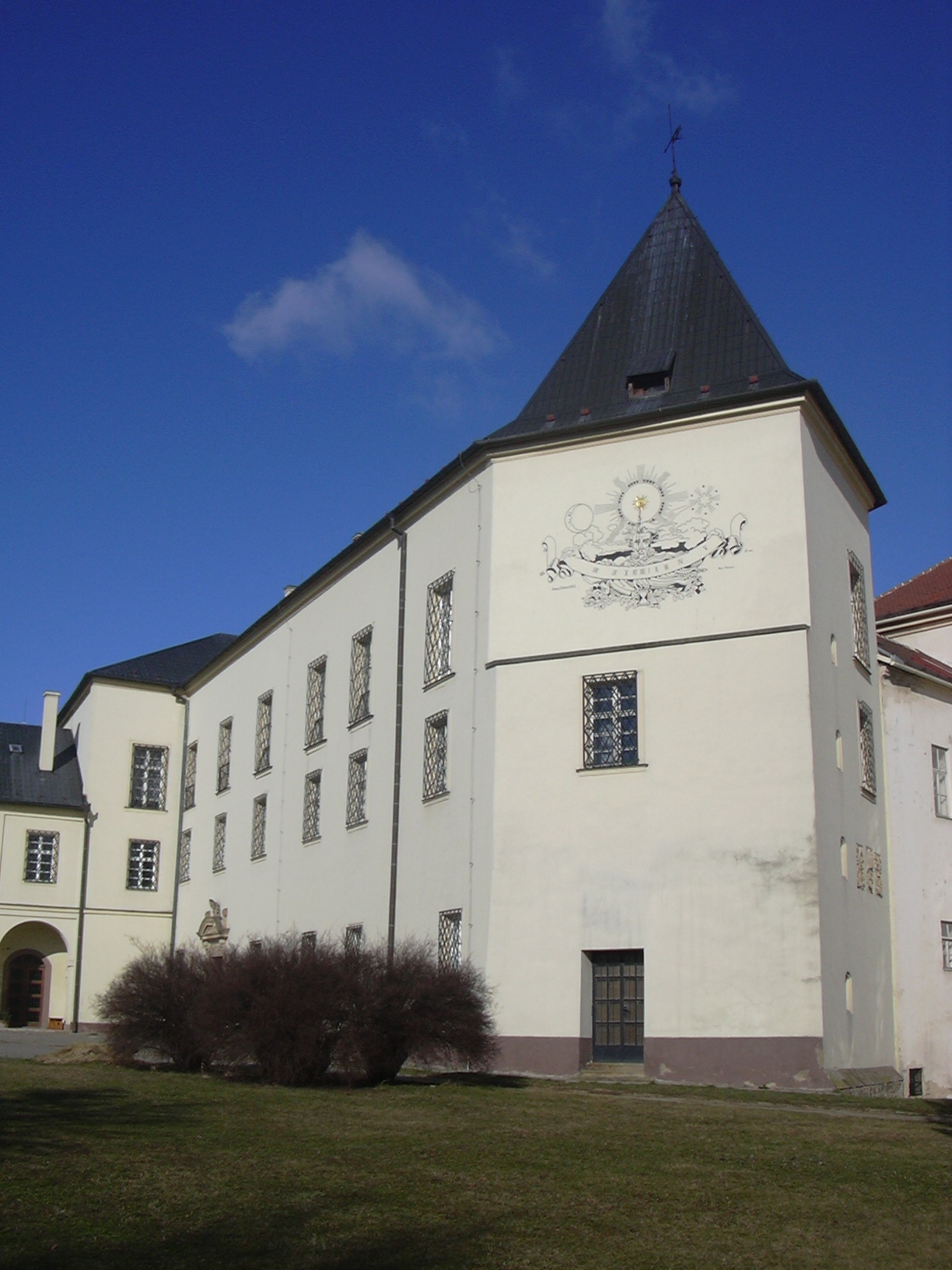
Замок в Вишкове
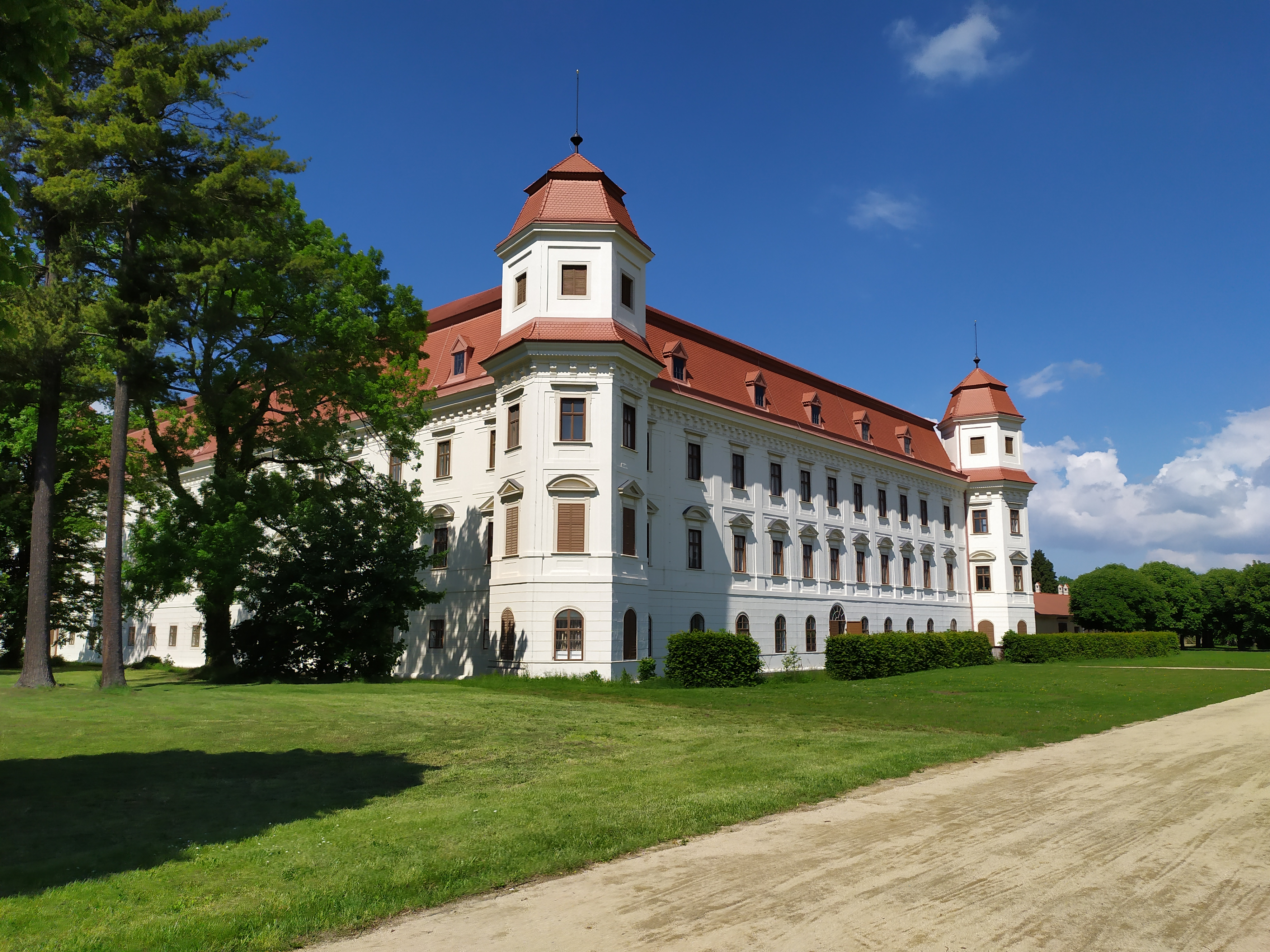
Замок в Голешове
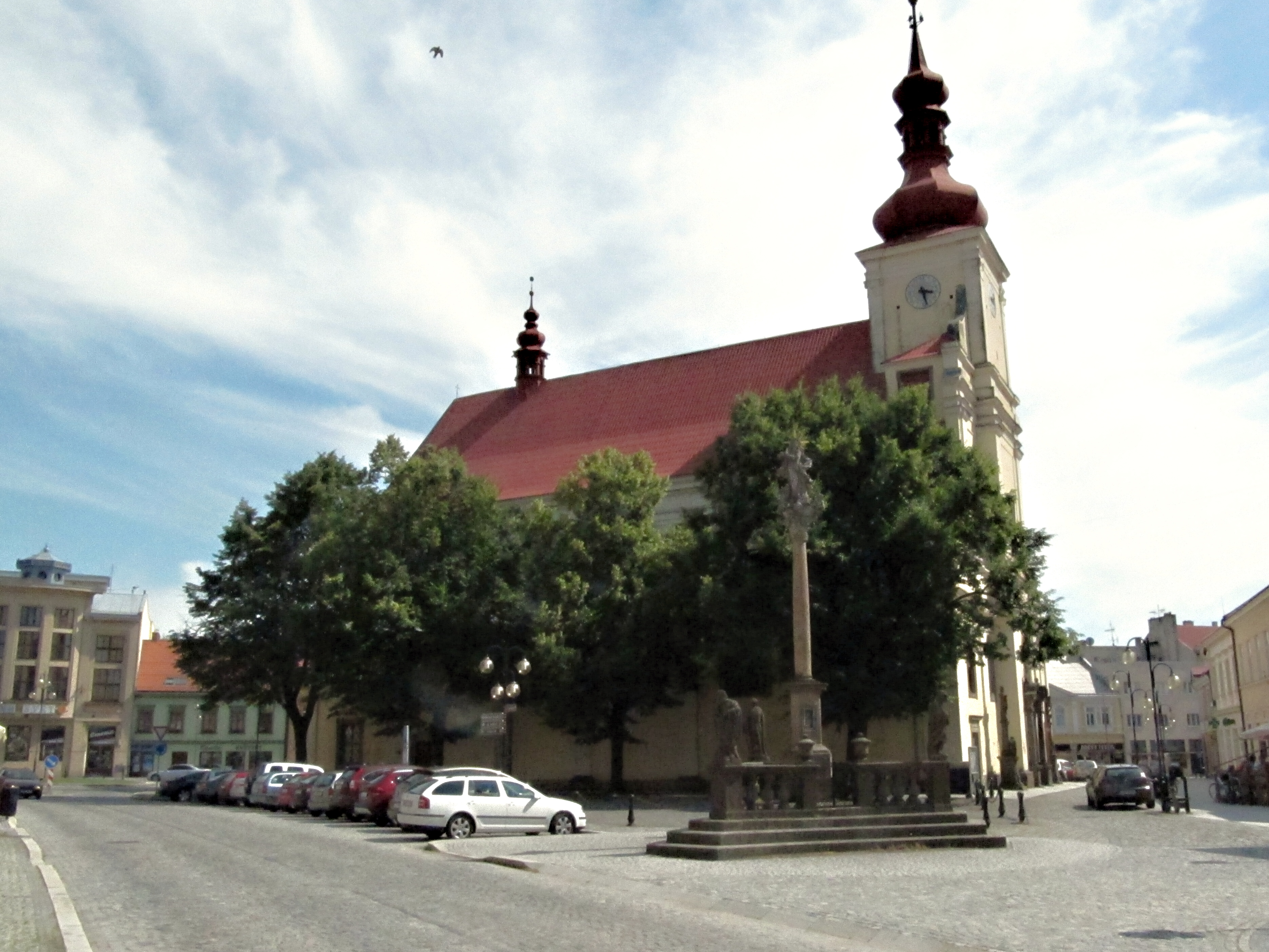
Костёл Вознесения Девы Марии в Голешове
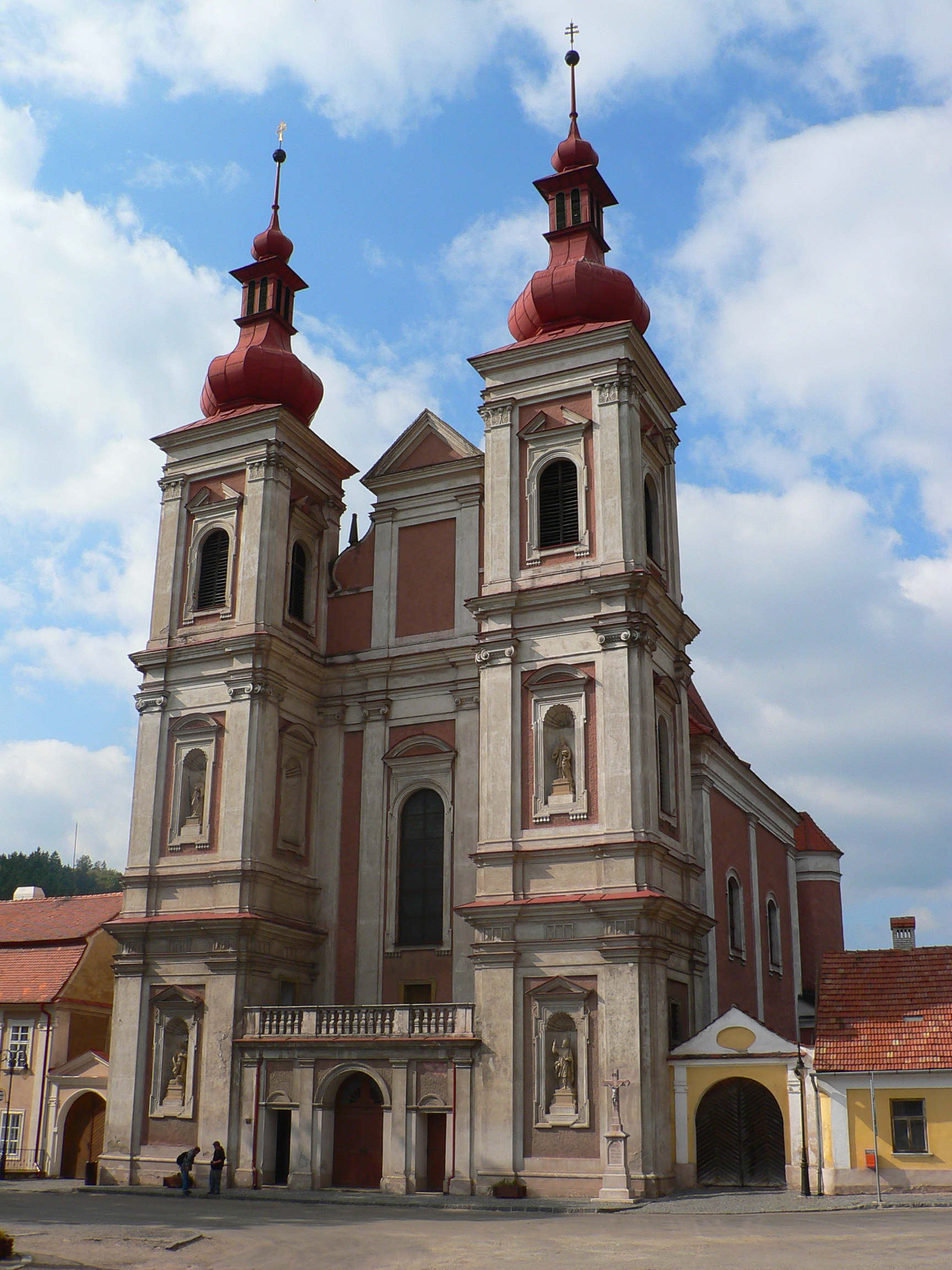
Костёл Посещения Пресвятой Девы Марии в Ломнице у Брна
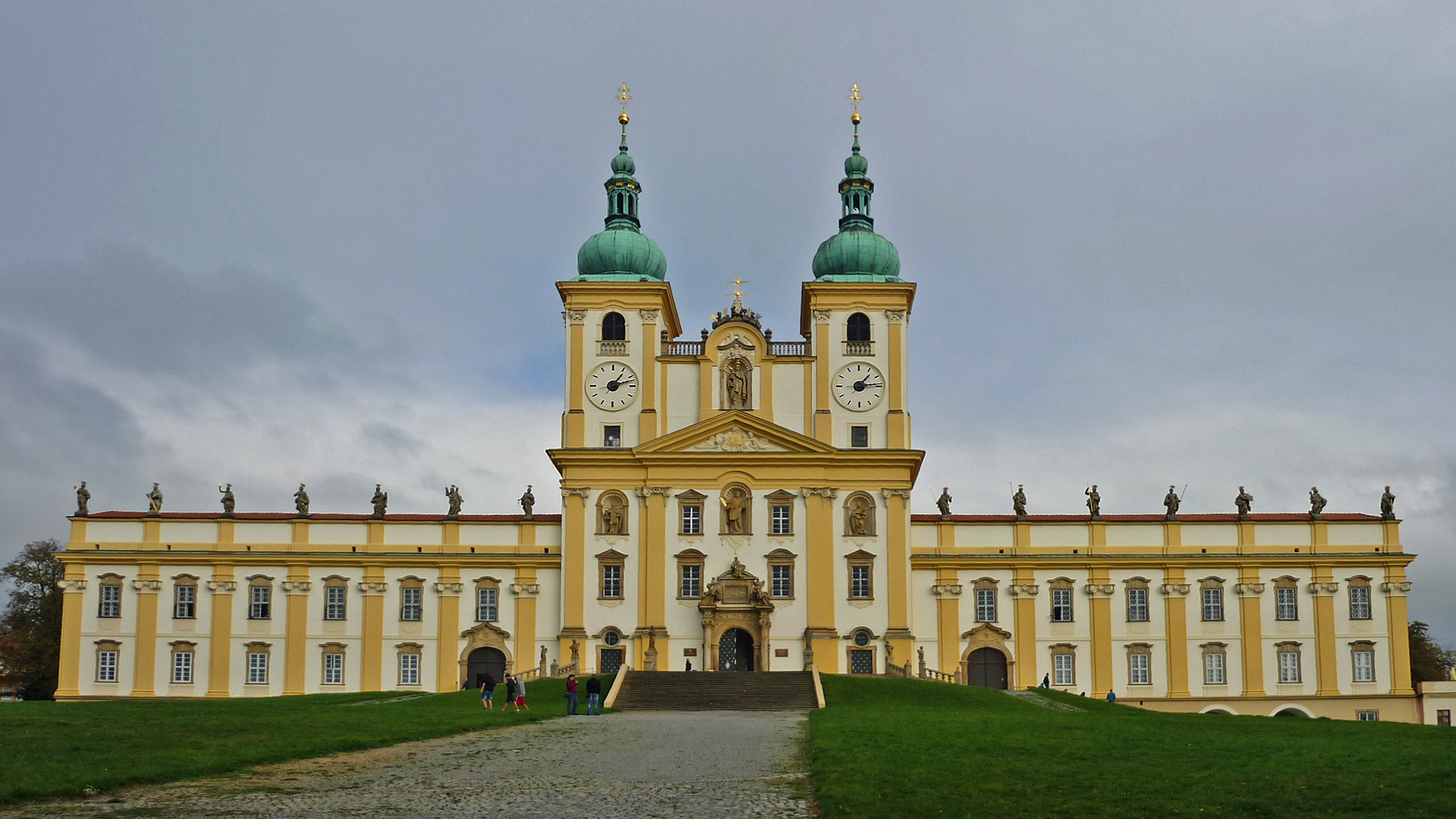
Базилика Посещения Пресвятой Девы Марии в Сваты-Копечек у Оломоуца
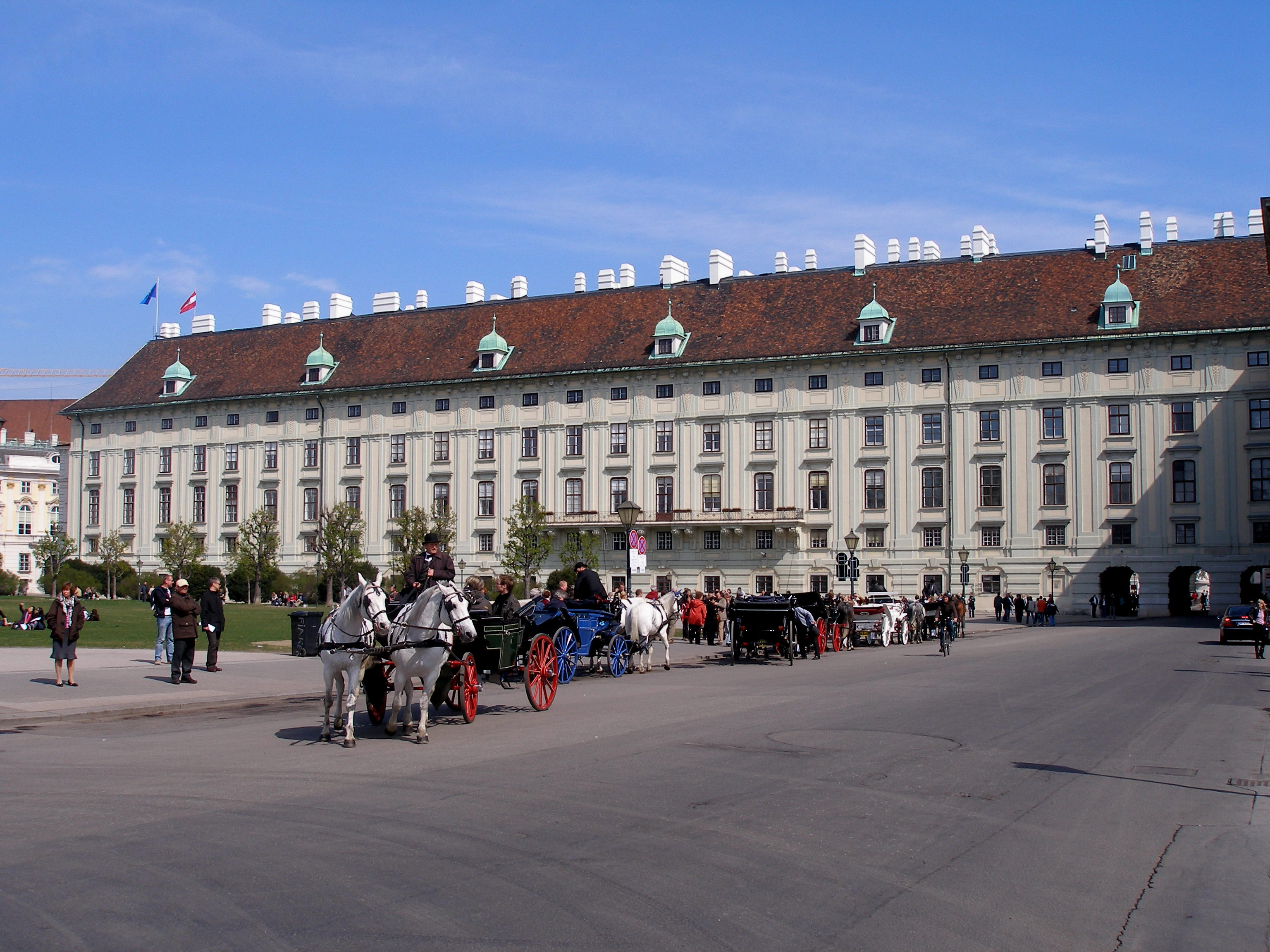
Крыло «Леопольдина» венского Хофбурга
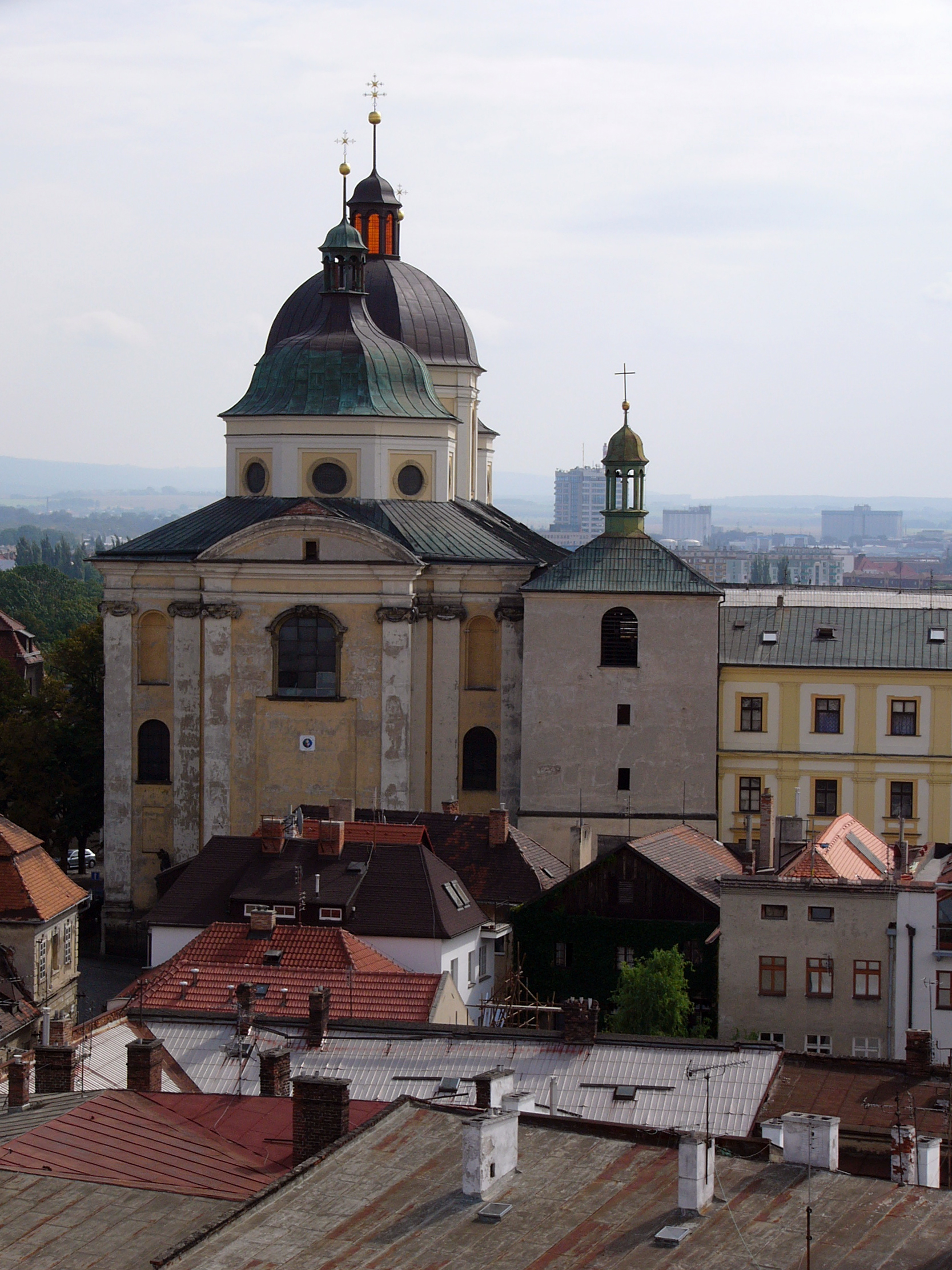
Костёл Святого Михаила в Оломоуце
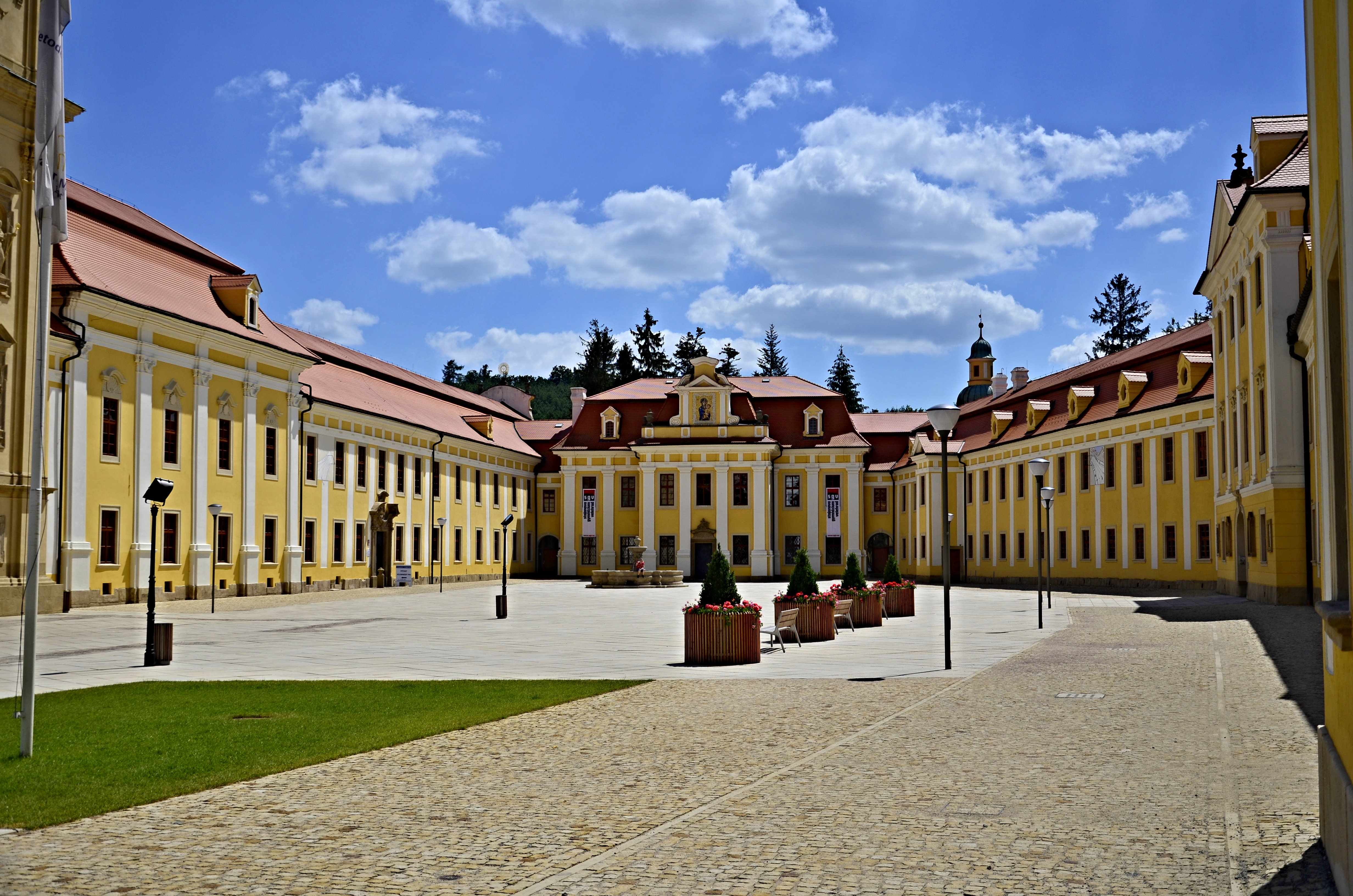
Велеградский монастырь
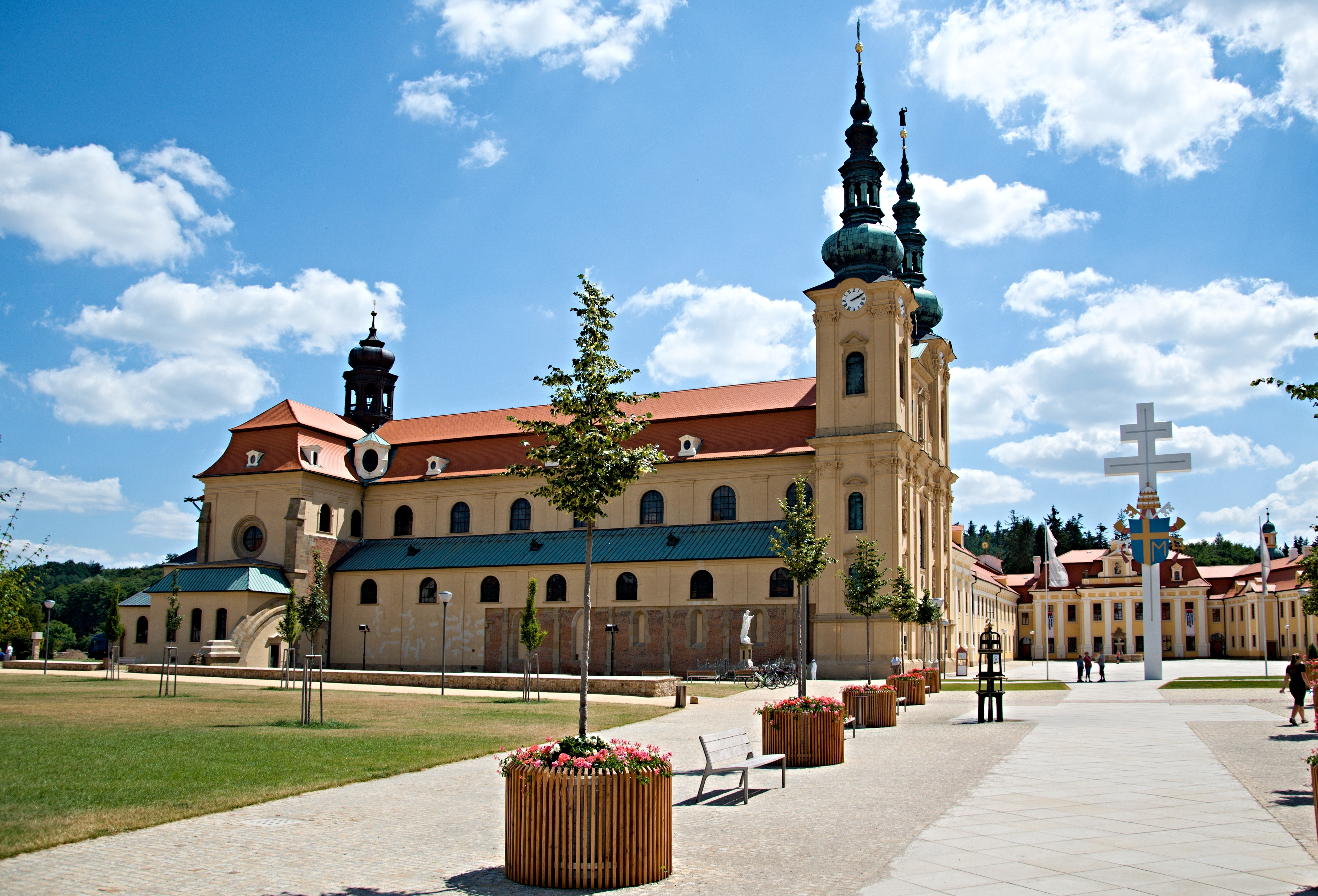
Базилика Велеградского монастыря
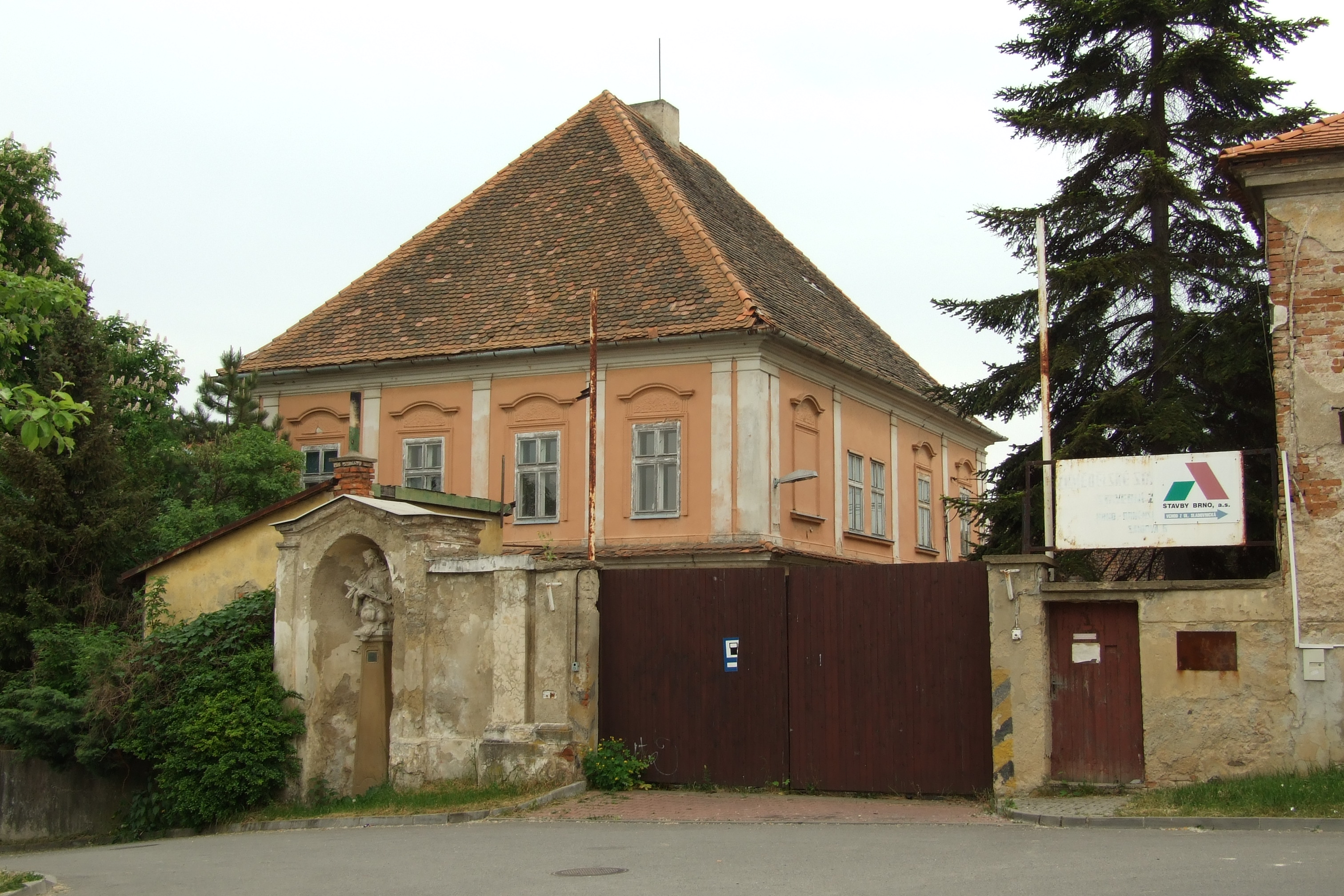
Замок в Брно-Ивановице
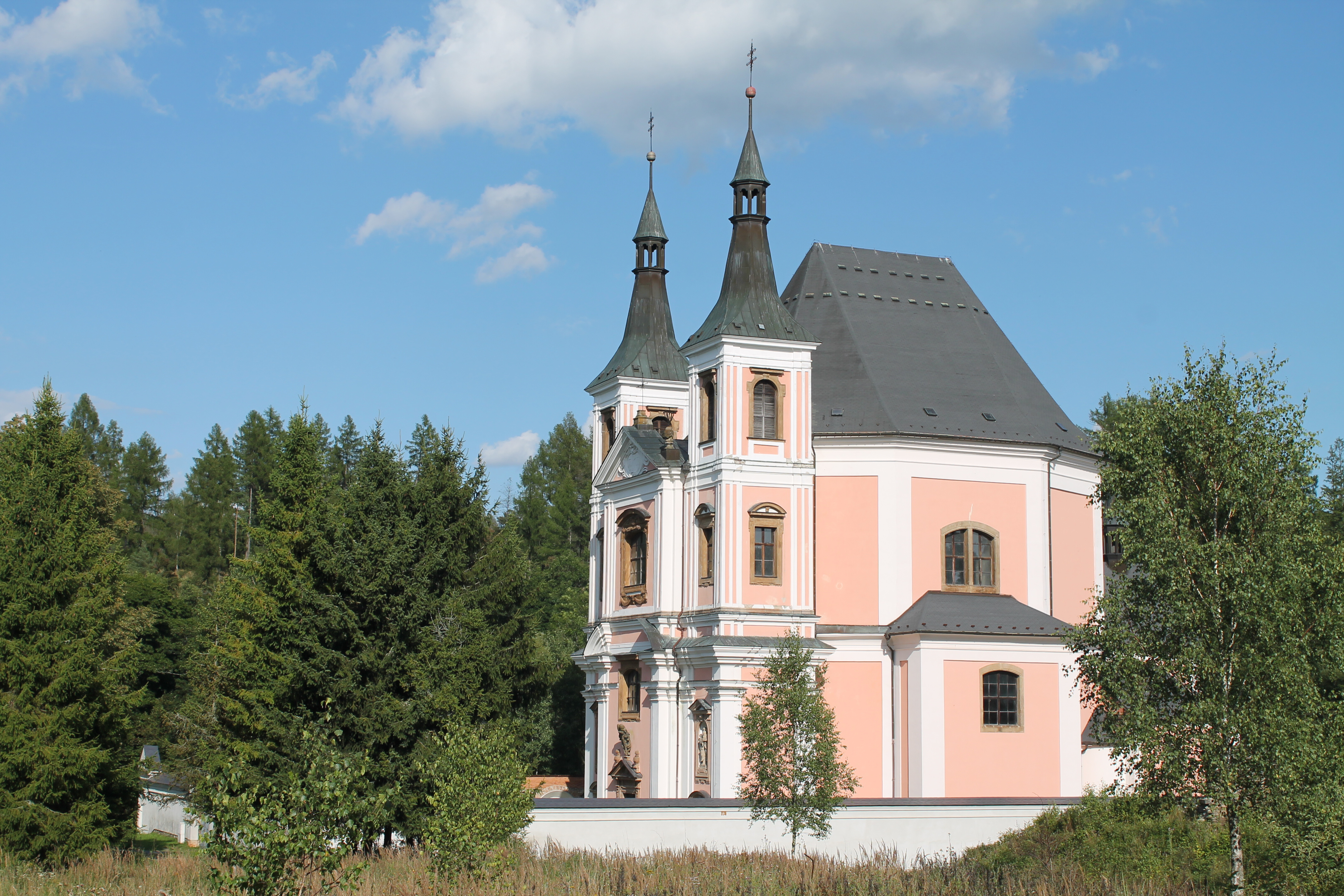
Костёл Святого Иакова Старшего и Святой Анны возле Место-Либавы Оломоуцкого района
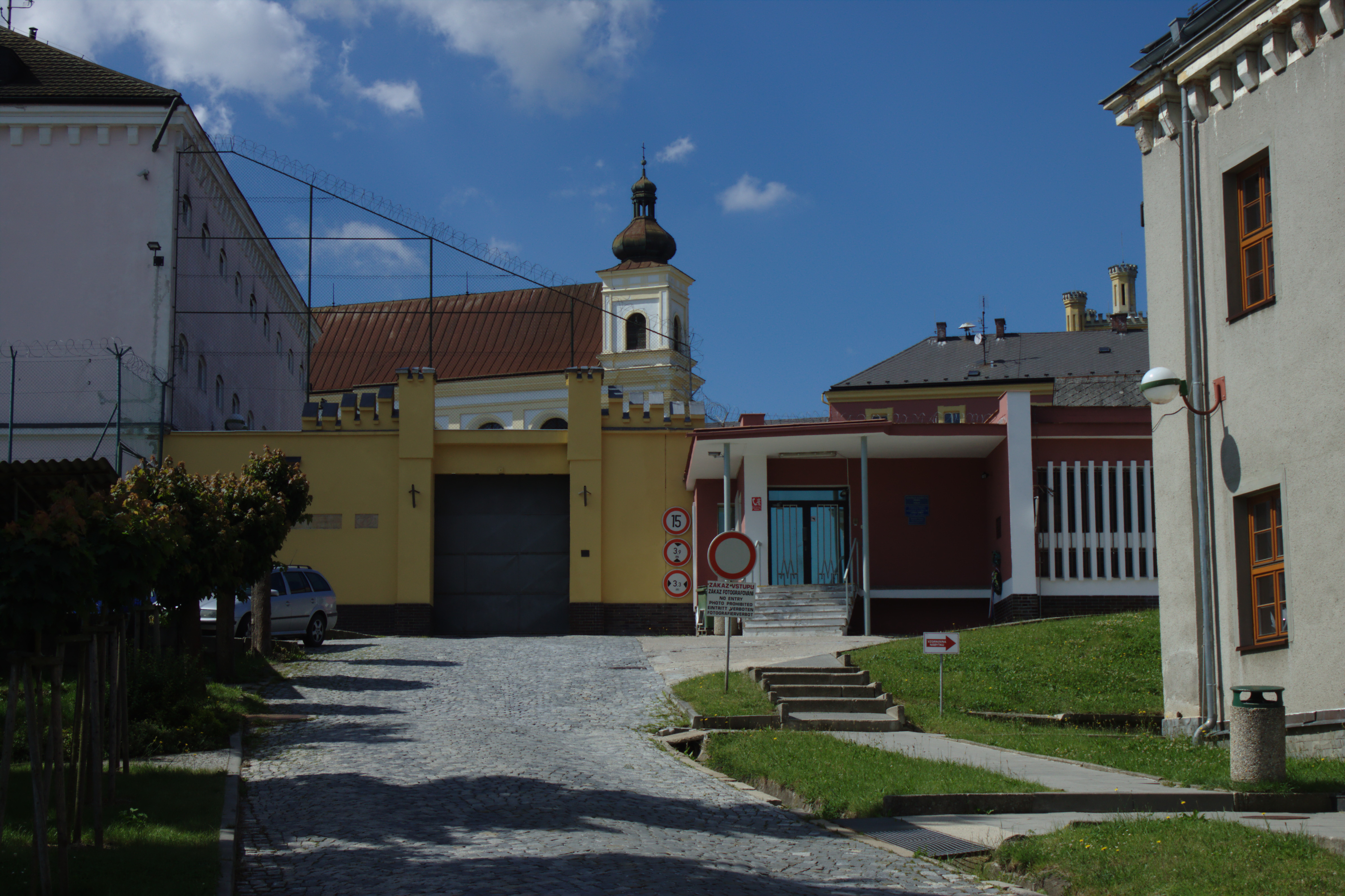
Вид на замок Миров, на втором плане виден костёл Святой Марии Магдалины
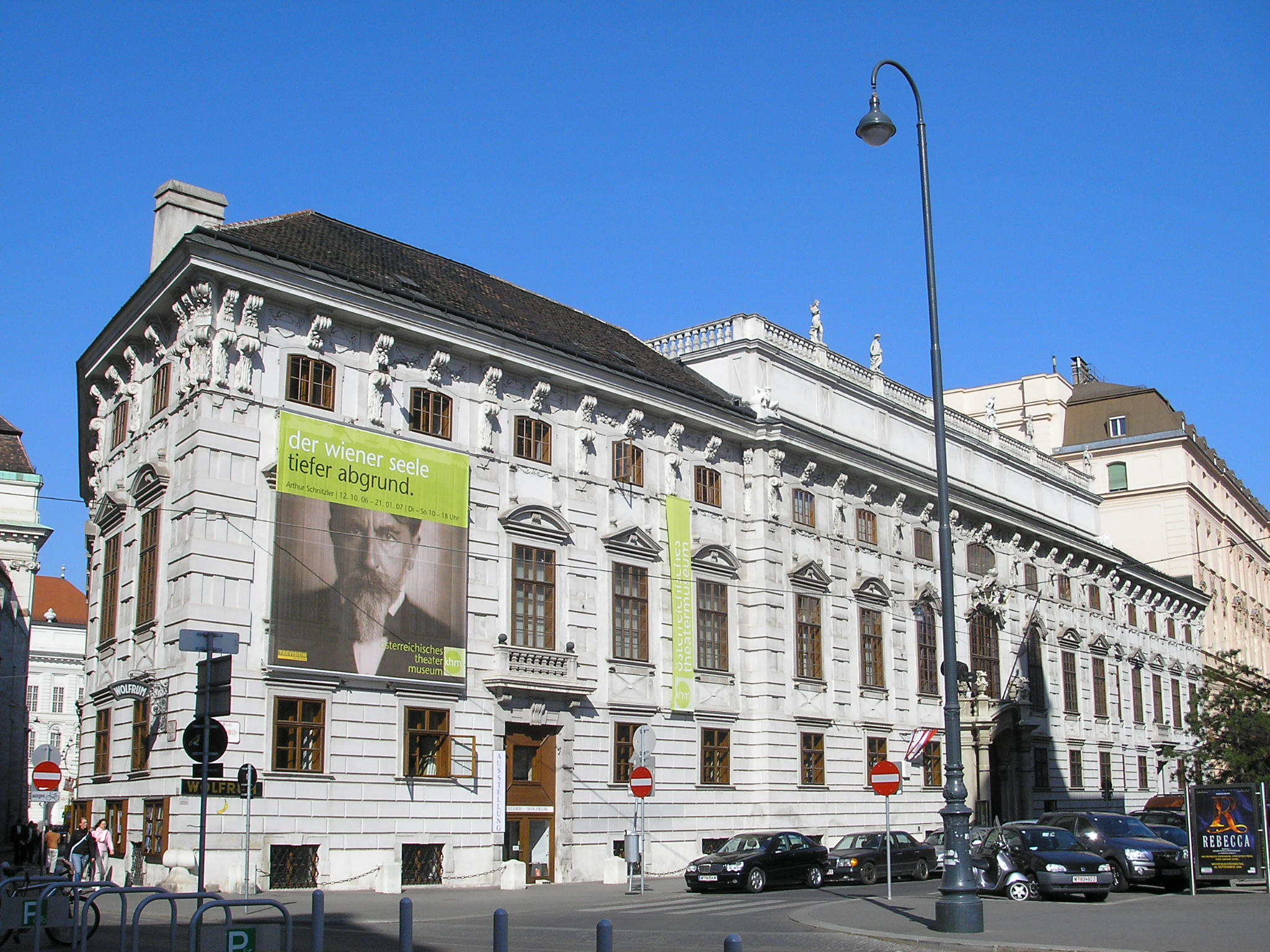
Лобковицкий дворец в Вене
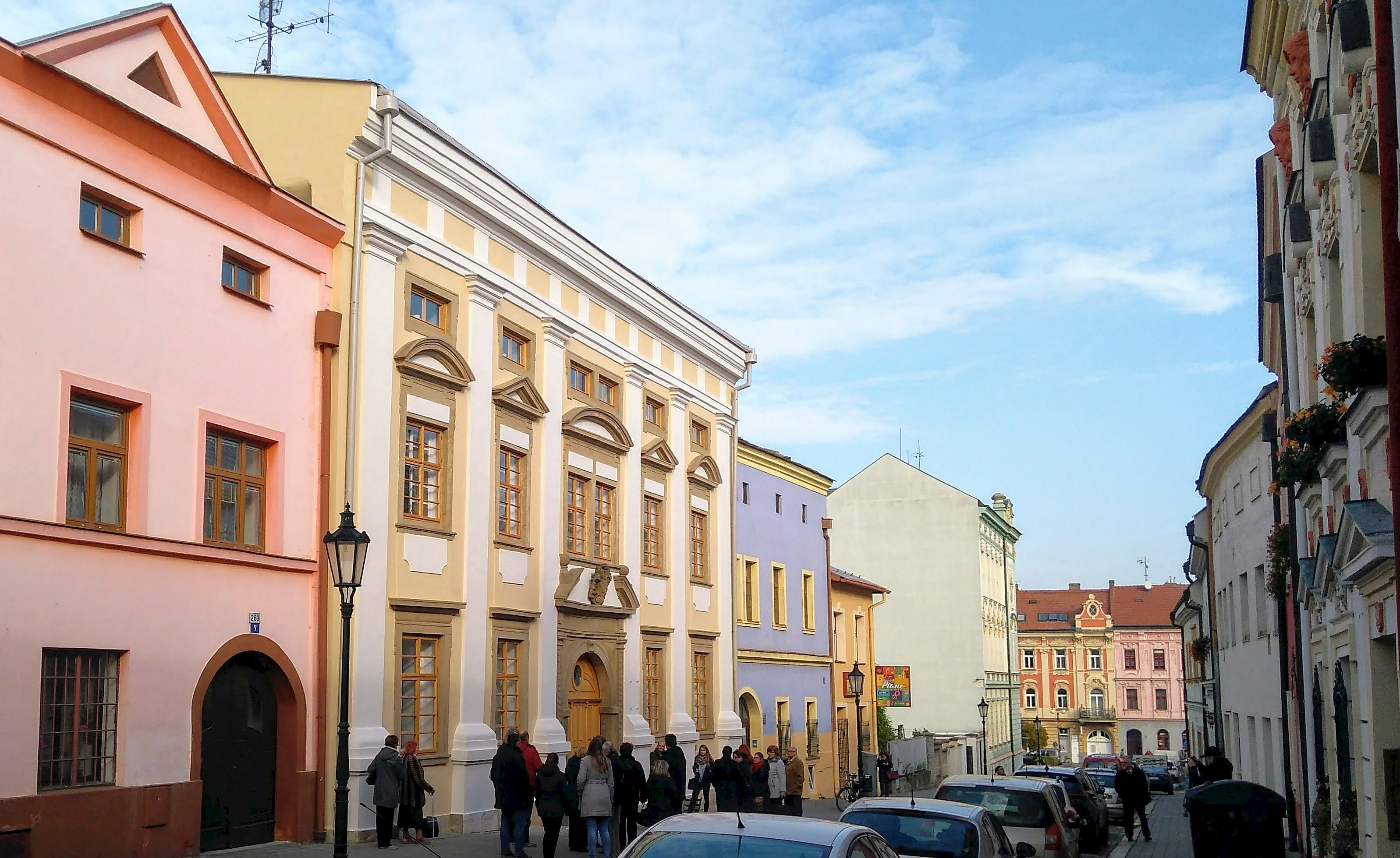
Еврейская ратуша в Кромержиже
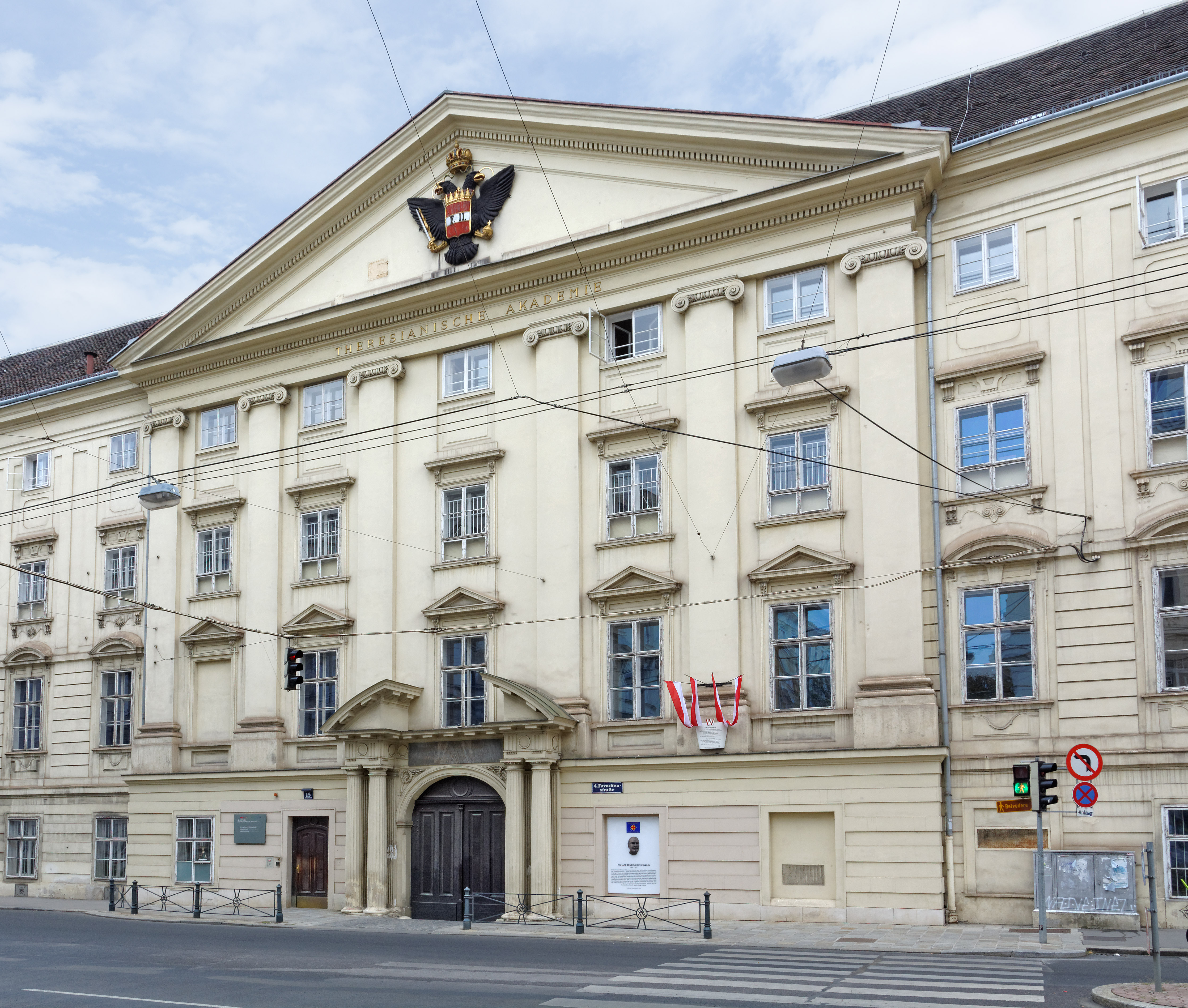
Фасад Терезианума в Вене
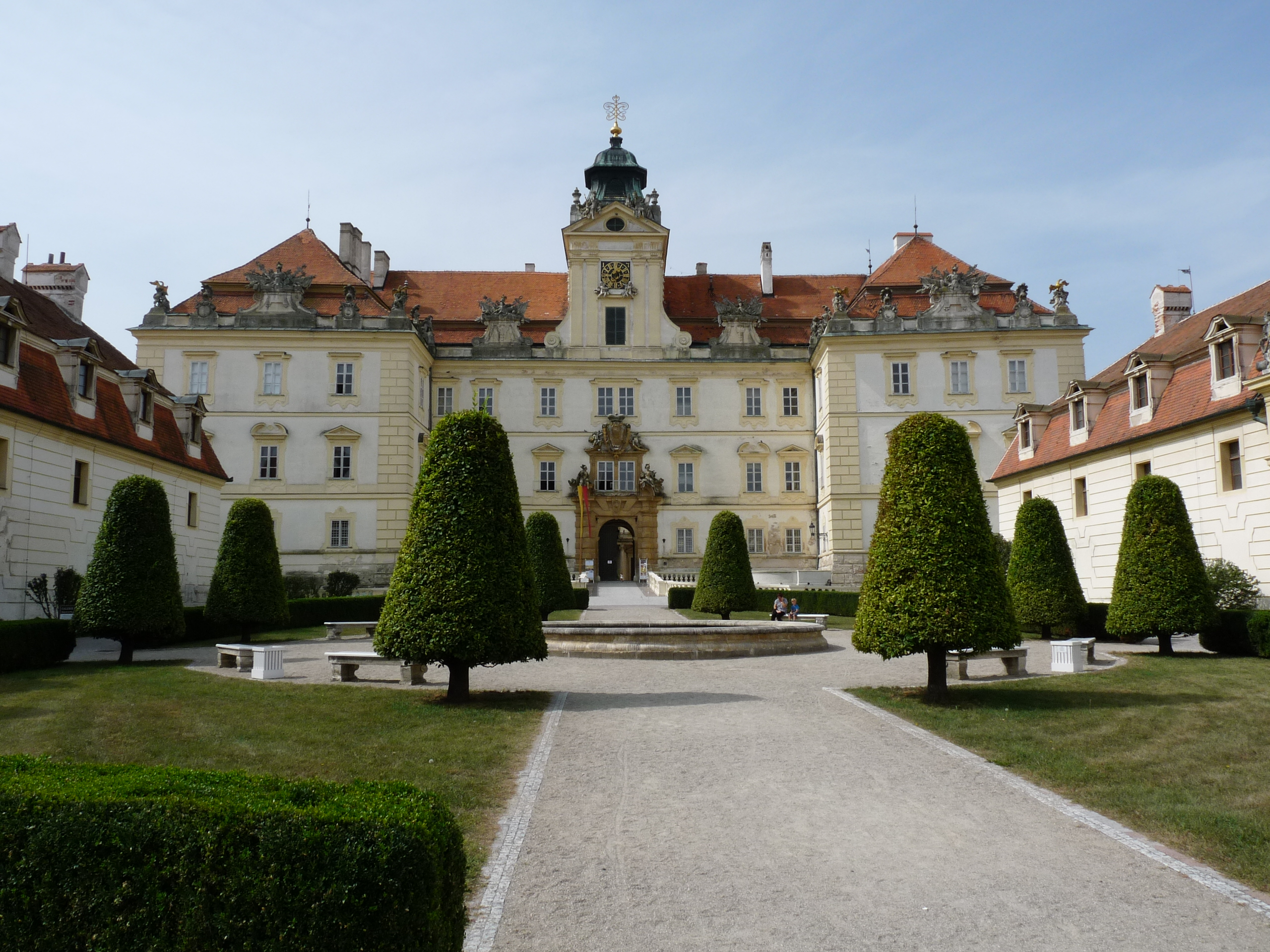
Замок в Вальтице
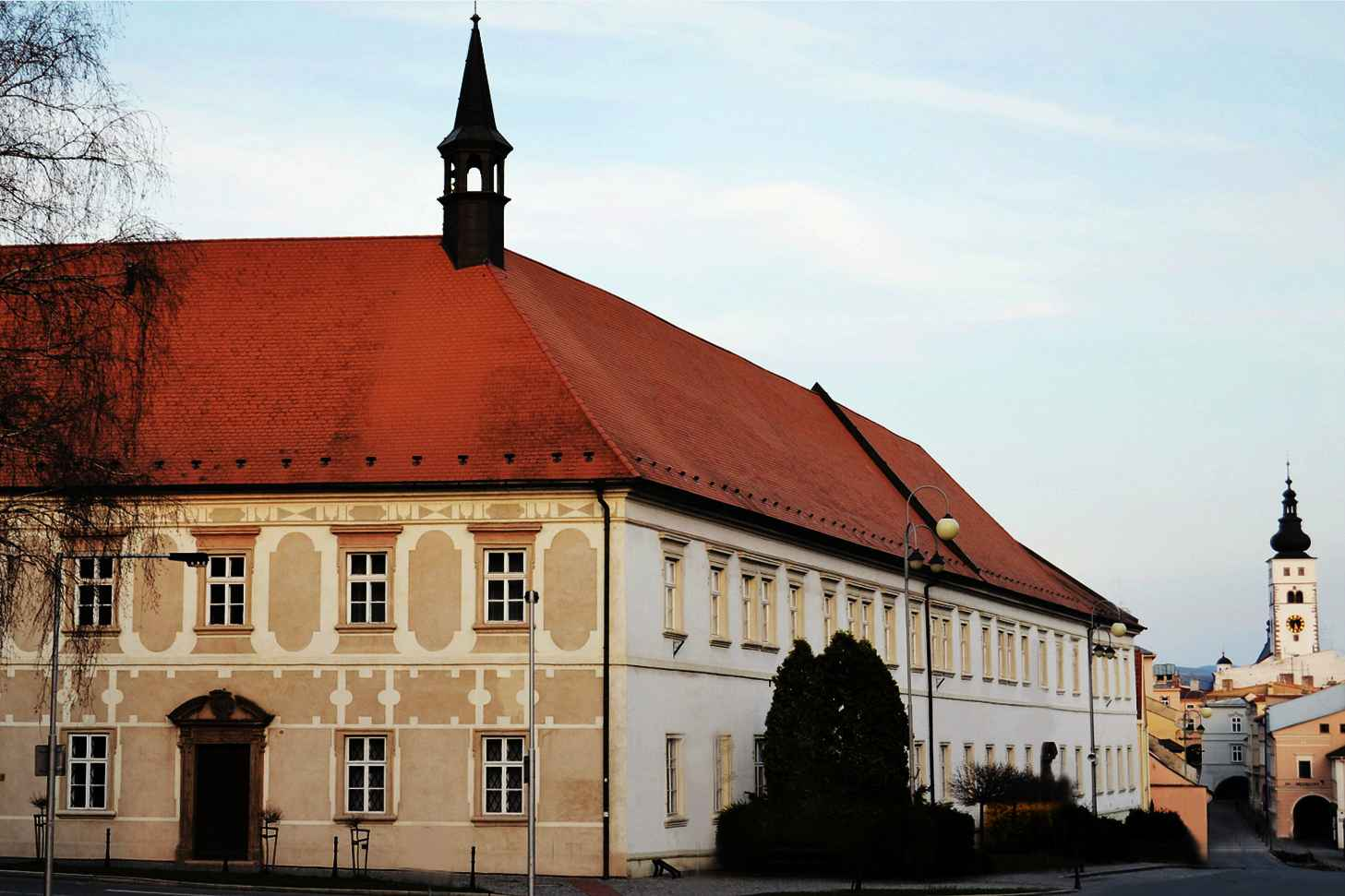
Ппиаристский коллегиум в Пршиборе
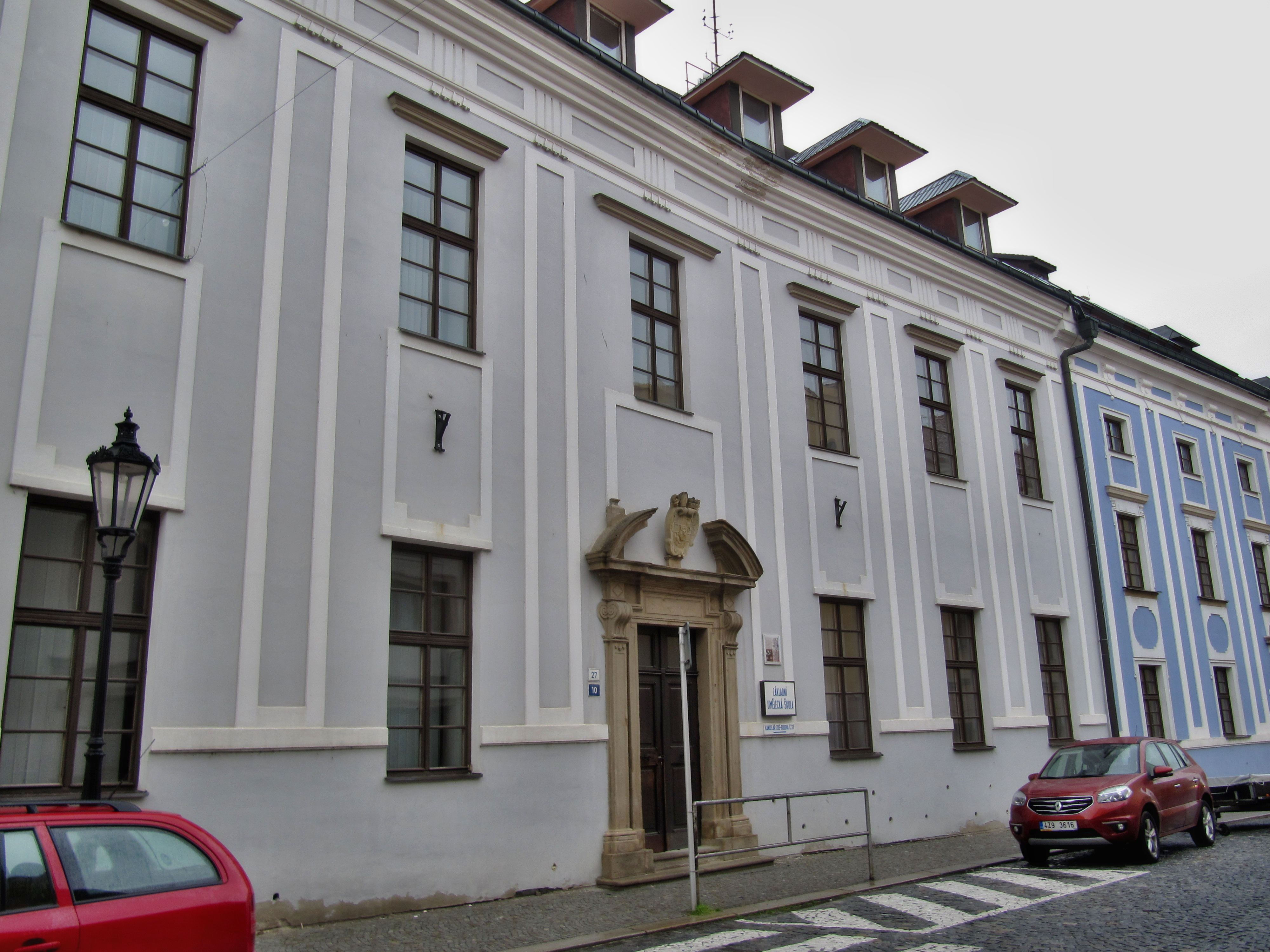
Семинария Лихтенштейнов в Кромержиже
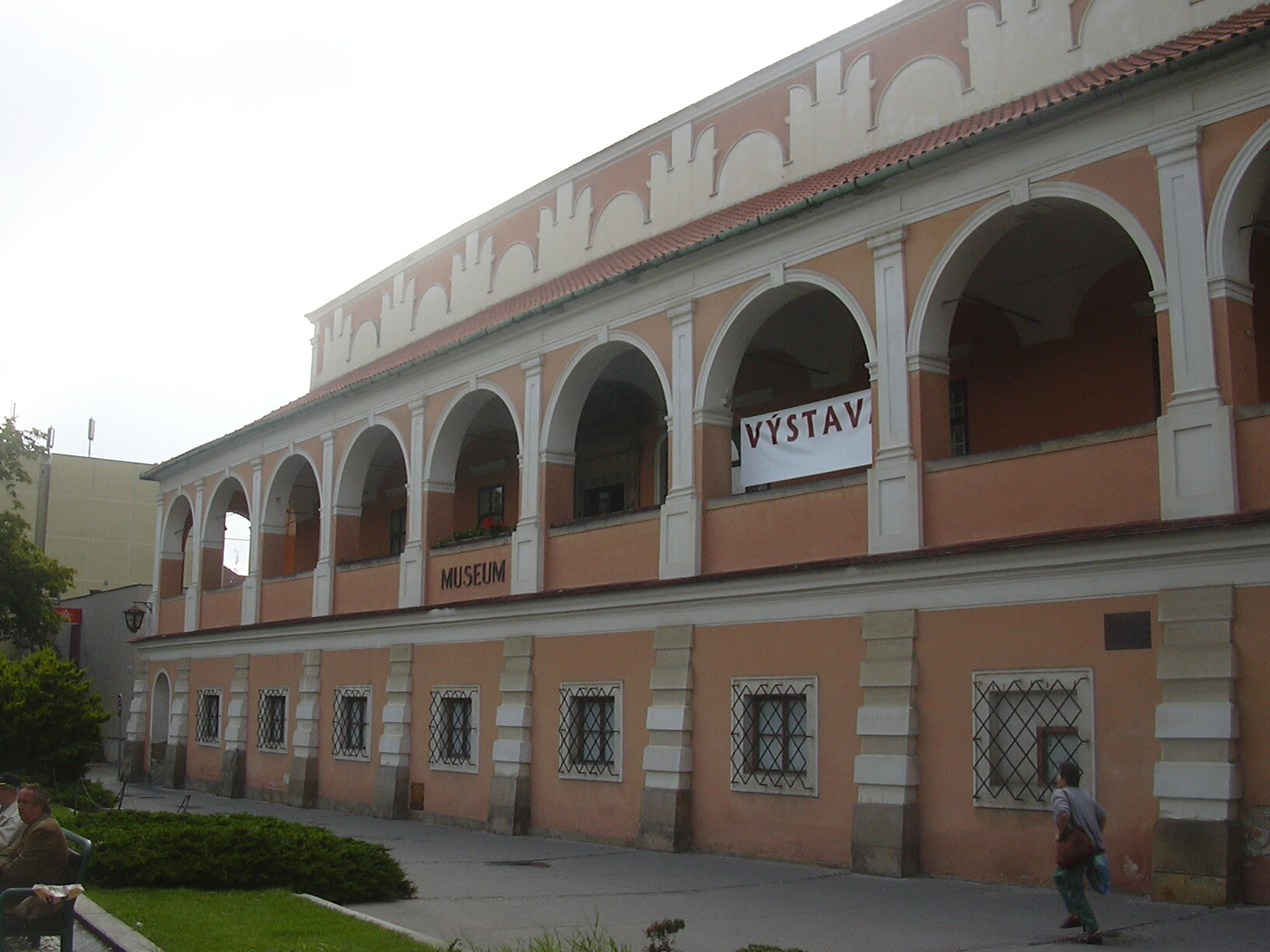
Барочная лоджия Старой ратуши в Простеёве
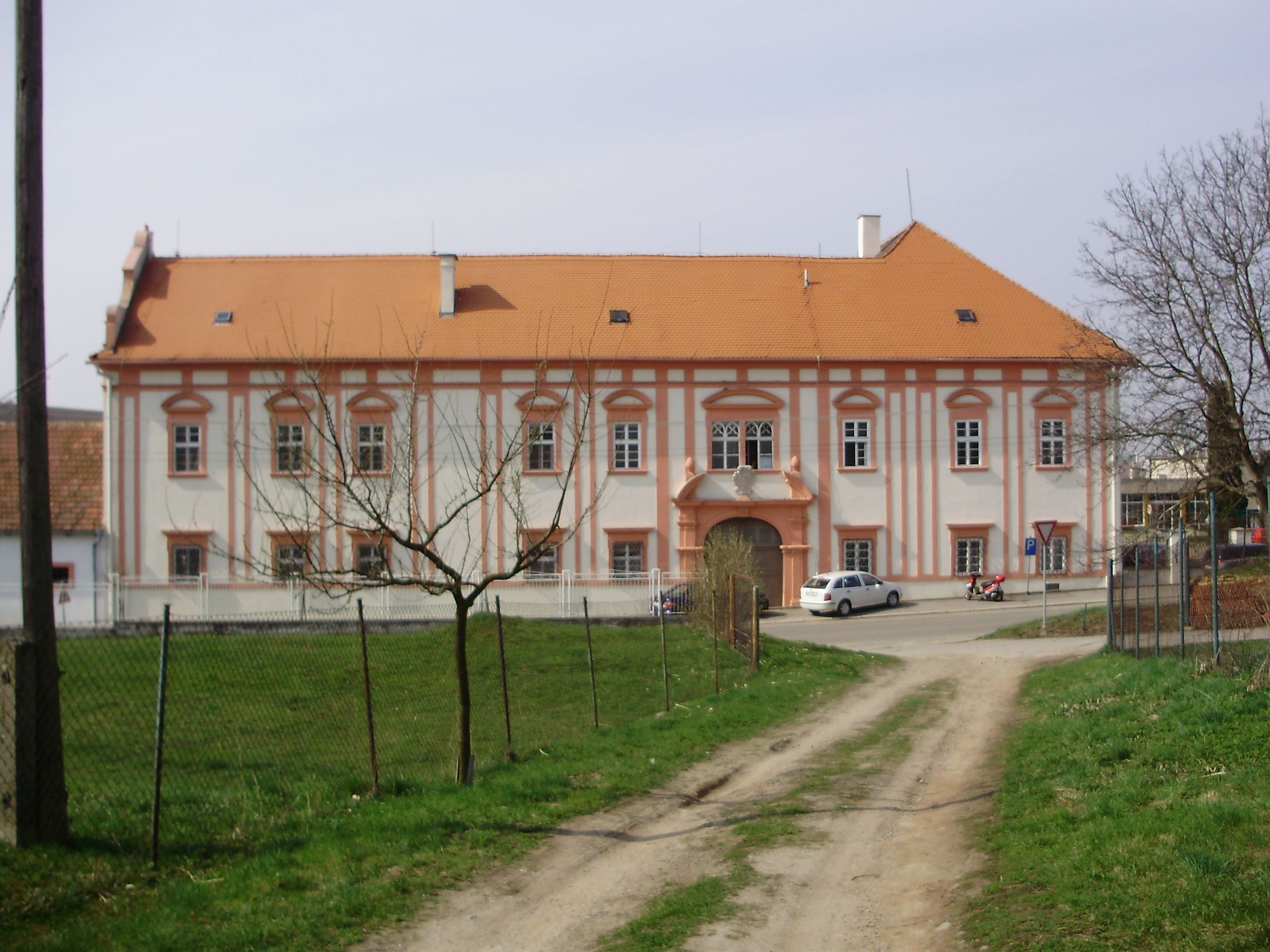
Замок Нове-Гвездице в одноимённой деревне у Вишкова
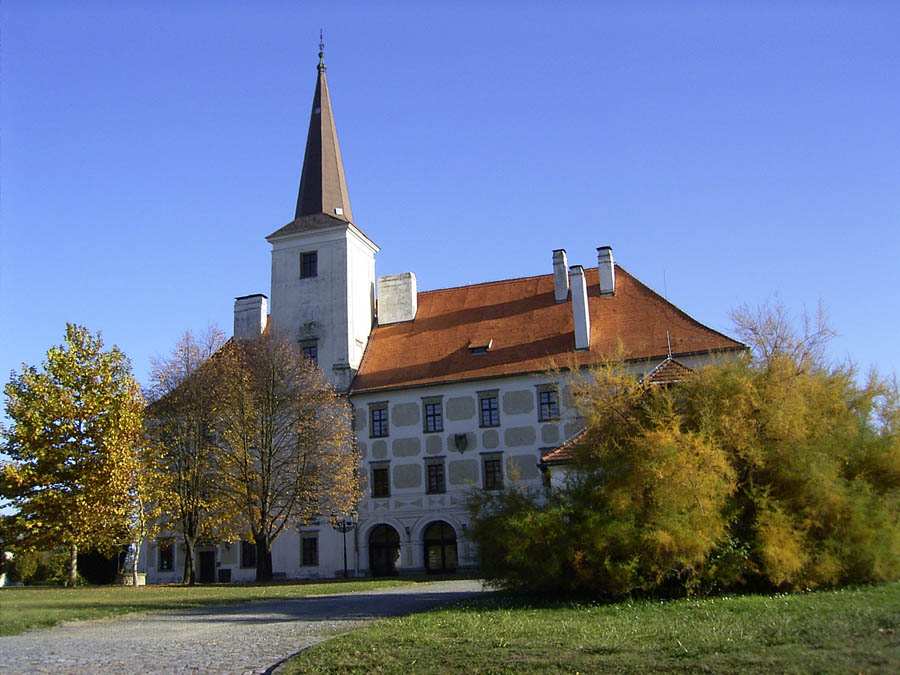
Замок в Хропине